# Reformed Congregations in North America
Reformed Congregations in North America is de officiële benaming voor de drie Gereformeerde Gemeenten in Nederland in Canada. De gemeenten tellen 1831 leden (1 januari 2015). Onder de leden van het kerkverband bevinden zich veel (nakomelingen van) Nederlandse emigranten. De gemeenten zijn nauw verwant met de grotere Netherlands Reformed Congregations, die op hun beurt zusterkerken zijn van de Gereformeerde Gemeenten.
De gemeenten richten zich evenals de Nederlandse Gereformeerde Gemeenten in Nederland sterk op de theologie uit de tijd van de Nadere Reformatie. In leer en prediking worden de volgende zaken benadrukt:
- het gezag van de Bijbel: de Bijbel is van kaft tot kaft Gods onfeilbare woord;
- de onbekwaamheid van de mens om tot Gods eer te leven;
- daaruit voortvloeiend de noodzaak van wedergeboorte en bekering en persoonlijk geloof in Christus;
- de weg waarin de Heilige Geest deze zaken werkt, en hoe de gelovige dit persoonlijk beleeft (ook wel bevinding genoemd);
- het leven in Christus: de christen ervaart zichzelf steeds meer als nietig en onwaardig, en ziet vandaaruit steeds meer heerlijkheid in God en Christus.

## Geschiedenis
Na de kerkscheuring in 1953 in Nederland waardoor de Gereformeerde Gemeenten in Nederland ontstonden, ontstonden in de Verenigde Staten enkele jaren later ook twee afgescheiden gemeenten. Deze twee gemeenten Lethbridge en Chilliwack besloten tot samenwerking. Te Chilliwack, op 11 oktober 1967, hebben de gemeenten een algemene oriënterende vergadering belegd, waarop in principe besloten werd, tot het gezamenlijk optrekken in een klassikaal ressort. Op 26 juni 1968, ten huize van de heer E. van Hierden te Picture Butte, Lethbridge (Alberta, Canada) werd na voornoemd besluit de eerste officiële klassikale vergadering gehouden, waarbij, als afgevaardigde van Nederland, ds. F. Mallan tegenwoordig was. Het kerkverband had een predikant, ds. A. Breeman. Latere predikanten die het kerkverband dienden waren ds. A. van Straalen te Paterson (1981-1984), en ds J. Pannekoek (1970 - 1971), ds. J. Roos (1987 - 1994), ds. T.R. Treur (2002 - 2007) en ds. A. Geuze (2011 - 2018) te Chilliwack.
In 1969 werd een eigen kerk gebouwd te Chilliwack, die enkele keren uitgebreid is. In 2004 is de kerk uitgebreid van 825 naar 1150 zitplaatsen en in 2014 opnieuw uitgebreid naar 1610 zitplaatsen. De gemeente van Monarch opende in 2005 een nieuw kerkgebouw met 350 zitplaatsen. In 2015 nam de gemeente van Newark een nieuw kerkgebouw in het nabijgelegen Otterville in gebruik vanwege een groeiend ledenaantal.

## Gemeenten
De volgende vier gemeenten maken deel uit van de Reformed Congregations in North America:
| Gemeente               | Staat                 | Opmerkingen                               | Leden (2015) | Predikant             |
| ---------------------- | --------------------- | ----------------------------------------- | ------------ | --------------------- |
| Chilliwack             | Brits-Columbia (Can.) |                                           | 1274         | ds. O.M. van der Tang |
| Monarch - Lethbridge   | Alberta (Can.)        |                                           | 211          | vacant                |
| Newark - Norwich       | Ontario (Can.)        | Kerkgebouw in het nabijgelegen Otterville | 325          | vacant                |
| Prospect Park Paterson | New Jersey (VS)       | opgeheven in 2023                         | 21           |                       |

## Varia
- Met enige regelmatig bezoeken predikanten uit Nederland de gemeenten. Zodoende kunnen met name in perioden wanneer de gemeenten vacant zijn alsnog de sacramenten bediend worden, kan belijdenis van het geloof afgelegd worden en kunnen kerkenraadsleden bevestigd worden. Voornoemde zaken kunnen alleen plaatsvinden onder leiding van een predikant. In 2022 maakte ds. Geuze als eerste predikant sinds het uitbreken van de coronapandemie een reis naar de Canadese gemeenten. Gedurende de pandemie waren er reisrestricties en predikanten van de Gereformeerde Gemeenten in Nederland, waaronder ds. Geuze[4], laten zich over het algemeen niet vaccineren om principiële redenen waardoor het reizen naar Canada verder bemoeilijkt werd.